# Acanthina punctulata
Acanthina punctulata är en snäckart som först beskrevs av G. B. Sowerby år 1825.  Acanthina punctulata ingår i släktet Acanthina och familjen purpursnäckor. Inga underarter finns listade i Catalogue of Life.

## Bildgalleri

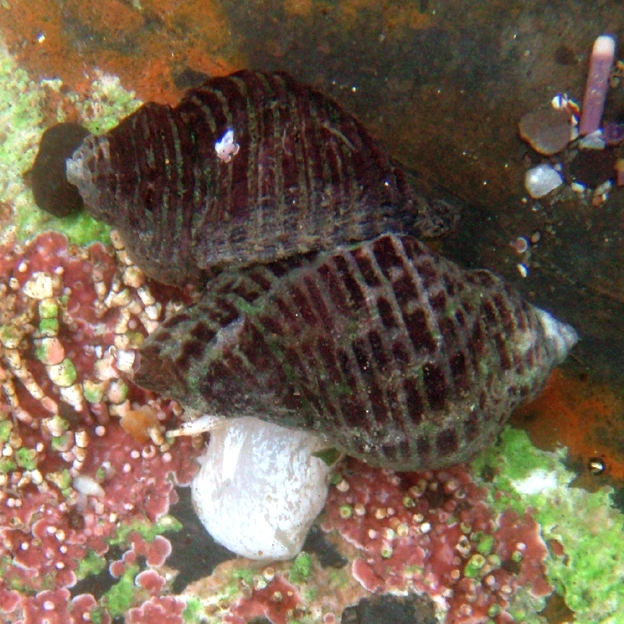